# HMS Audacity (D10)
HMS Audacity (D10) byla britská eskortní letadlová loď, první britské plavidlo této kategorie. Původně se jednalo o německou obchodní loď MV Hannover, která byla za druhé světové války nasazena jako lamač blokády a byla zajata lehkým křižníkem HMS Dunedin a kanadským torpédoborcem HMCS Assiniboine. Britové následně rozhodli o přestavbě lodi na letadlovou, která by mohla doprovázet atlantické konvoje. V této roli Audacity prokázala užitečnost této kategorie lodí, ale byla nedlouho po nasazení do bojových operací potopena německou ponorkou.

## Pozadí vzniku

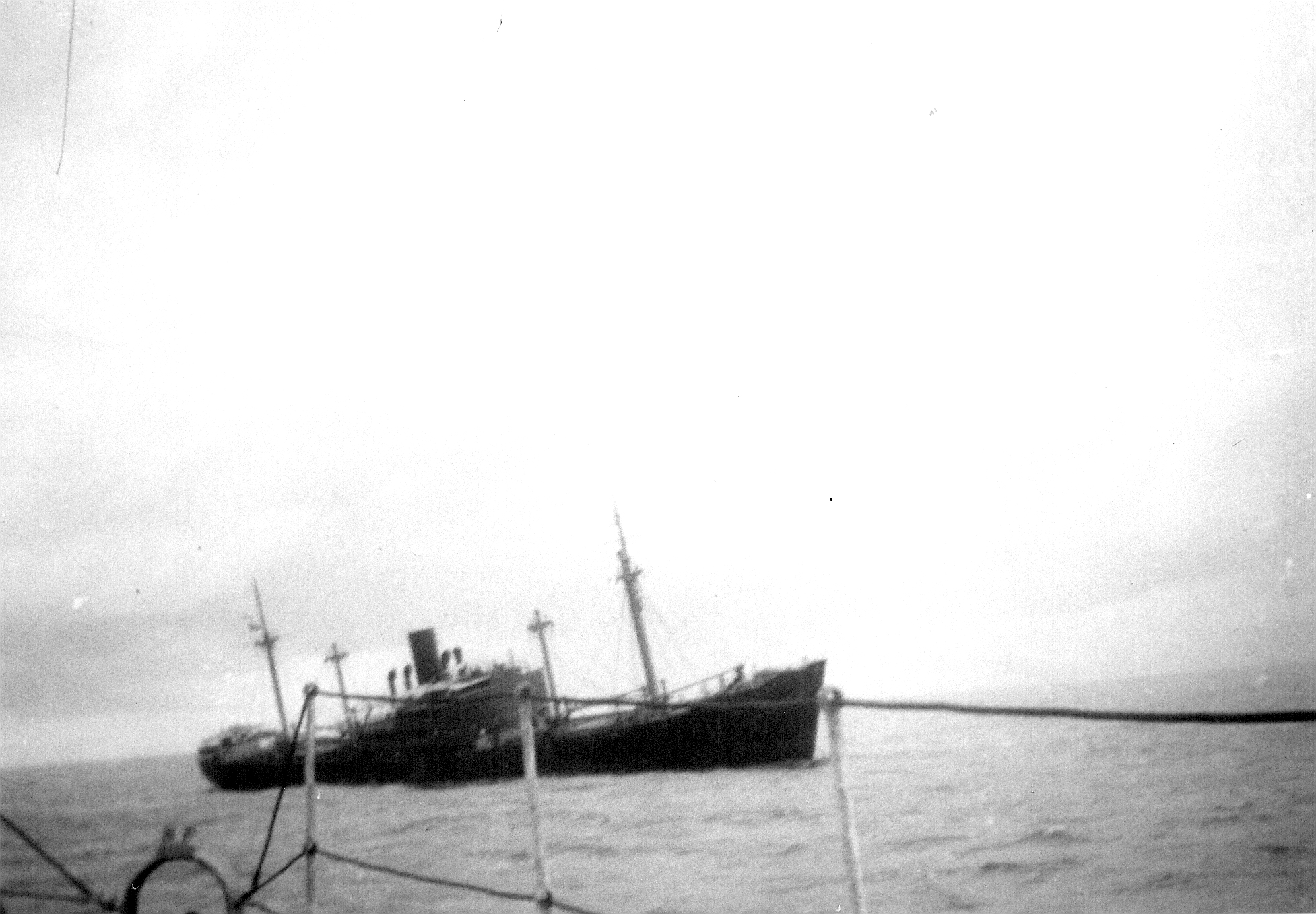
MV Hannover vyfocená z paluby torpédoborce HMCS Assiniboine

Audacity byla původem německá obchodní loď MV Hannover, postavená loděnicí Bremer Vulkan. Dne 8. března 1940 ji v Karibiku zajaly lehký křižník HMS Dunedin a torpédoborec HMCS Assiniboine. Od listopadu 1940 byla loď krátce používána námořnictvem jako HMS Empire Audacity. V lednu 1941 Britové rozhodli o přestavbě plavidla na eskortní letadlovou loď. Upravená loď byla zařazena do výzbroje 26. června 1941. Jejím hlavním úkolem se stal doprovod konvojů do Gibraltaru.

## Konstrukce

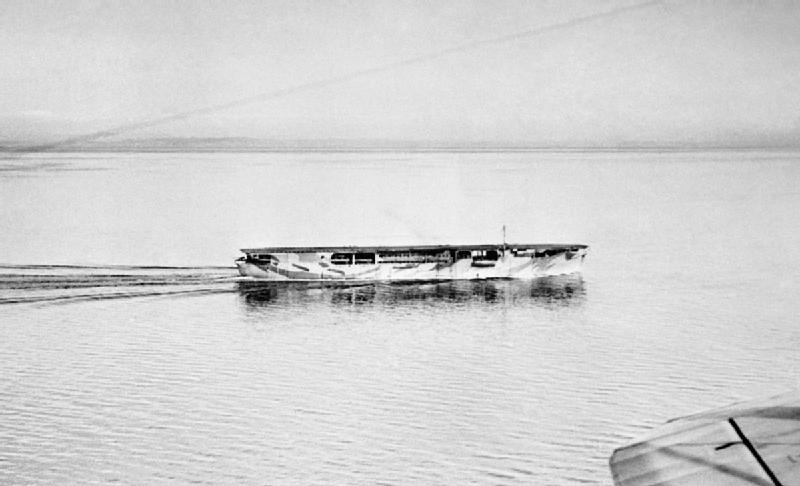
Eskortní letadlová loď Audacity

Přestavba na letadlovou loď měla jen omezený rozsah. Loď měla hladkopalubové uspořádání bez nástaveb, výtahů či katapultu. Na trup byla pouze přidána letová paluba, avšak v podpalubí nebyl vybudován žádný hangár pro uskladnění palubních letadel a ta musela stát na palubě. Letecký park tvořilo až šest stíhacích letounů Grumman Martlet. Obrannou výzbroj tvořil jeden 102mm kanón, doplněný několika protiletadlovými kanóny.

## Operační služba
Dne 21. prosince 1941 byla Audacity, asi 900 km západně od španělských břehů, torpédována německou ponorkou U 751. Dostala tři zásahy a 70 minut po prvním zásahu se potopila.